# Omer Ametović
Omer Ametović (en serbio: Омер Аметовић; Šabac, 8 de marzo de 2002) es un deportista serbio que compite en boxeo. Ganó una medalla de bronce en el Campeonato Europeo de Boxeo Aficionado de 2024, en la categoría de 51 kg.

## Palmarés internacional
| Campeonato Europeo | Campeonato Europeo | Campeonato Europeo | Campeonato Europeo |
| Año                | Lugar              | Medalla            | Categoría          |
| ------------------ | ------------------ | ------------------ | ------------------ |
| 2024               | Belgrado (Serbia)  | Medalla de bronce  | 51 kg              |